# Kadathur
Kadathur là một thị trấn panchayat thuộc quận Dharmapuri thuộc bang Tamil Nadu của Ấn Độ. Kadathur nằm cách Dharmapuri 20 km (12 mi) về phía đông nam. Đó là ở khu vực phía nam của huyện.

## Nhân khẩu
Theo điều tra dân số năm 2011 của Ấn Độ, Kadathur có dân số là 11,382 người. Phái nam chiếm 51% tổng số dân và phái nữ chiếm 49%. Kadathur có tỷ lệ 66% biết đọc biết viết, cao hơn tỷ lệ trung bình toàn quốc là 59,5%: tỷ lệ cho phái nam là 75%, và tỷ lệ cho phái nữ là 56%. Tại Kadathur, 11% dân số nhỏ hơn 6 tuổi. Đây cũng là một trong những làng thu nhập chính của huyện Dharmapuri.

## Vận chuyển
Kadathur có cơ sở đường bộ tốt và dịch vụ xe buýt rất thường xuyên có sẵn đến Dharmapuri, Salem và Harur. Các ga đường sắt gần nhất là Morappur và Bommidi (13 km). Sân bay gần nhất là sân bay Salem. Nó có xe buýt trực tiếp đến Coimbatore và Tirupur. Nhiều chuyến xe buýt đi qua Kadathur từ Salem đến Dharmapuri, Pappireddipatty đến Bengaluru, Bommidi đến Chennai, Dharmapuri đến Chennai.

## Hệ thống trường học
- Trường trung học cơ sở Govt nam Kadathur
- Trường trung học nữ Govt Kadathur
- Trường tiểu học Panchayat Union Kadathur
- Trường trung học cơ sở chuyên Kadathur
- Trường chuyên Swami Vivekanadha Kadathur
- Trường chuyên Bharathi Kadathur
- Trường trung học phổ thông chuyên Kadathur-Sri vinayaka vidhalaya
- Cao đẳng bách khoa chính phủ Kadathur
- Đại học khoa học và nghệ thuật Kalaimagal Kadathur

## Ngân hàng
- Ngân hàng hợp tác huyện Dharmapuri
- Ngân hàng nhà nước Ấn Độ
- Ngân hàng Pallavan Grama
- Ngân hàng Ấn Độ

## Nơi nổi tiếng
- Yercaud- một trạm đồi trong dãy đồi Servaraya chỉ cách Kadathur 42 km, ở độ cao 1515 mét (4969 feet) so với mực nước biển trung bình. Nằm ở độ cao lớn hơn, ngôi đền Servaraya có khí hậu mát mẻ. Nó còn được gọi là Nilgiris của Gujarat.
- Thác Hogenakal- nằm ở biên giới Karnataka và Tamil Nadu, cách Kadathur khoảng 67 km. Đôi khi nó được gọi là "Niagara của Ấn Độ". Với sự nổi tiếng về phòng tắm dược phẩm và giấu thuyền, đây là một điểm thu hút khách du lịch lớn. Đá carbonatite trong khu vực này được coi là lâu đời nhất của loại này ở Nam Á và trong số những loại lâu đời nhất trên thế giới.
- Đền Aanchinayar- nằm cách Kadathur 28 km. (Muthampatti), một nơi tuyệt vời để tham quan, ở giữa đường ray trên chân đồi của ngôi đền đồi, nơi tốt để xem.
- Đền Maniyambadi Perumal nằm ở maniyambadi (gần kadathur)
- Vathal Malai (Vytla Hills) - là một trạm đồi nằm ở độ cao 3600 ft so với mặt đất. Chính phủ Tamil Nadu gần đây đã tuyên bố đây là điểm du lịch. Nó được kết nối tốt bằng đường bộ từ Dharmapuri. Cũng có thể đến trạm đồi bằng cách đi bộ từ Bommidi.
- Kombai- Một thác nước nhỏ nằm gần Kadathur, cách trạm xe buýt Kadathur khoảng 4 km.
- Anna nagar,đền MURUGAN, Regadahalli, ngôi đền này nằm trên đỉnh đồi, vị trí đẹp nhất, kịch bản đẹp, địa điểm đẹp để tham quan, sùng kính.
- Đền Sankara Lingam, trạm dừng xe buýt Sankara Lingam (đường chính Harur), tượng Lingam và tượng thần rất lớn ở đó, Devotional, prathosham nổi tiếng trong ngôi đền này
- Sông Irumathur (sông Thenpangu) cách Kadathur 25 km.
- Đền Bathrakaliamman (Tượng Bathrakaliamman rất cao) ở bên đường (đường Odasalapatti- chinthalpadi)
- Buddireddipatti (4 km) Somasunthareswar Kovil (ngôi đền Lord Shiva) đẹp, sùng kính.
- Bethur (18 km) Đường chính Harur, đền thờ Narasima, bức tượng rất đẹp Ranganatha, giống như SriRangam Ranganathar, trông rất tuyệt, sùng kính
- Thenkarai kottai (25 km) (đền Kalyana Ramar) (trụ cột âm nhạc) ngôi đền rất cổ, cột đá âm nhạc ở trong đền, nghe rất hay, âm nhạc phát ra từ cây cột đá